# 温泉へGo!
『温泉へGO!』（おんせんへゴー）は、2008年9月1日から11月21日まで放送されていたTBS系列の『愛の劇場』の昼ドラマ。全60話。

## 特徴
1999年から2005年までに5作が放送された『温泉へ行こう』シリーズにて、主人公であった「椎名薫」を引き継いだ新シリーズで、主演の加藤貴子以外のレギュラー出演者は全て一新されている。

## 物語
武藤と離婚し、心機一転派遣社員として数名の仲間とともにバスで新しい職場に向かったところ、そこは老舗旅館「御宿さくら」。二度と関わりたくない仲居（旅館業）の仕事を再びする羽目に陥った上に、支配人は高校の同級生で親友だった佐倉涼、その隣にいるのは高校の時恋人だった村上修成だった。しかたなく、自分が女将だったことは隠して仲居頭として働く薫。涼は母・奈津枝と確執があり、旅館の経営は半年のみ順調に経営したら、後は自分の経営する会社の建て直しのために旅館の権利を売る計画だった。しかし日に日に旅館のすばらしさを知り、母の死を乗り越え旅館経営に取り組もうとした矢先、会社が不渡りを出し「御宿さくら」は人手に渡ることに。買い取ったのは修成の許婚だった伊藤まどかだった。自分たちが素性を知っているまどかに「さくら」が買い取られていたことに皆安堵するが、まどかは薫が「御宿さくら」の女将にならなければ自分は手を引くと言い出す。修成は薫にプロポーズしていたが、まどかは薫が女将になることで、茶道・江月流の家元になる修成と結婚が出来なくなるとの考えからだった。薫は旅館のために女将を引き受ける。涼は東京の自分の会社を立て直し「さくら」を買い戻せるようにするために、修成は家元襲名披露のために、それぞれ「御宿さくら」を後にする。

## キャスト

### 御宿さくらの関係者
椎名薫
演 - 加藤貴子
前シリーズの夫･武藤健司と別れバツイチ、派遣社員に。
派遣社員として来た「御宿 さくら」で高校の同級生である涼と修成と再会する。
前シリーズで培ってきた女将、仲居経験を元に仲居頭となり、経験のないメンバーを導いていく。が、一方で女将の経験のある過去を隠したがっている。
「業績の悪い旅館の経営を三つも立て直した伝説の女将」と言われているが、前シリーズの舞台設定とは無関係、もしくは矛盾したものである。
佐倉奈津枝
演 - 池内淳子
「御宿 さくら」の元女将。息子である涼と確執があるようだが、旅館の素晴らしさを知ってほしい。医師に余命半年と宣告され、物語半ばで静かに逝去。薫の女将経験のある過去を知っている。
佐倉涼
演 - 大鶴義丹
「御宿 さくら」の元女将･奈津枝の息子で現経営者。奈津枝との間に確執がある。経営を成功させて、半年後、権利を譲渡されたら、自分の経営する会社の建て直しの為に旅館の権利を売る目的を持っている。薫と修成とは高校の同級生。
村上修成
演 - 岡田浩暉
茶道・江月流（こうげつりゅう）の次期家元で、｢御宿 さくら｣で世話になっている。薫と涼の高校の同級生。高校時代の薫の彼氏。現在も薫に好意を抱いている様子。
橘千尋
演 - 黒田福美
薫と同じく派遣されてきた仲居。薫・みなみと同室。しっかりした頼れる人物で茶道の心得もある。
河原みなみ
演 - 森脇英理子
薫と同じく派遣されてきた仲居。薫・千尋と同室。不真面目なわけではないが冷めた所のある「今時の若者」である。涼に好意を抱いていたが失恋した。大樹とは良いコンビで憎まれ口を叩きながらも一緒に行動していることも多い。セクハラした上司に抵抗したことで会社を追われた過去を持つ。
矢野大樹
演 - 佐藤佑介
涼の部下。派遣社員へのお弁当やプレオープンに来たお客様へのお土産の発注ミスなど、何かとミスが多い。本人は否定しているが千尋に好意を抱いているようで千尋のことになるとムキになったり、千尋が客からプロポーズされると明らかに不機嫌になるなど周囲にはバレバレである。
麻生さつき
演 - 瀬戸カトリーヌ
元キャビンアテンダントで書道5段の持ち主。キャビンアテンダントとしては後輩の憧れの的であったらしい。女将や仲居頭の座を狙ったり、薫のことをあまり良く思ってはいない等、前シリーズ初期の佐々木伸江のような立ち位置。
二宮飛鳥
演 - 宮地眞理子
友田春菜
演 - 川原麻衣
元売れっ子モデル。
北原唯
演 - 万善香織
石黒礼子
演 - 諏訪ひろ代
菊地真希
演 - 森口彩乃
森戸美穂
演 - 釜や優美
速水良彦
演 - 長尾卓也
西野恵子
演 - 角替和枝
「御宿 さくら」の元仲居。

### 江月流の関係者
村上雅宗
演 - 山口崇
江月流の現家元で修成の父。奈津枝とも親しい。
村上宗興
演 - 石田太郎
雅宗の弟で修成の叔父、隆興の父。
村上隆興
演 - 瑞木健太郎
宗興の息子で雅宗の甥、修成の従兄弟。
伊藤まどか
演 - 須藤温子
修成の元許婚。父は江月流の支援者。

### その他
石田
演 - 山野史人
奈津枝の主治医。
本宮
演 - 飯田基祐
涼の大学時代の先輩で、涼の会社に投資をしている実業家。
寺川
演 - 篠塚勝
雑誌編集者。モデル時代の春菜の知り合い。
尾崎
演 - 山賀教弘
カメラマン。寺川と同じく春菜の知り合い。
山岡正一郎
演 - 小野寺昭
会社経営者。千尋が過去に会社勤めをしていた頃の知り合い。
畠山智子
演 - 村井美樹
さつきのキャビンアテンダント時代の後輩。
橋本弘幸
演 - 古澤蓮
智子の婚約者。

## スタッフ
- 製作：TBS、テレパック
- 企画：橋本孝、山田康裕、田村恵里
- プロデューサー：矢口久雄、篠原茂
- 脚本：石原武龍、大沼紀子、いとう斗士八、石田真弓
- 演出：山内宗信、村上牧人、渋谷未来
- 技術：東通
- 主題歌：「Q」作詞：新藤晴一/作曲・編曲・唄：Skoop On Somebody （SME Records）

## 放送日程
| 回数   | 放送日         | タイトル     |
| ------ | -------------- | ------------ |
| 第1回  | 2008年9月1日   |              |
| 第2回  | 2008年9月2日   |              |
| 第3回  | 2008年9月3日   |              |
| 第4回  | 2008年9月4日   |              |
| 第5回  | 2008年9月5日   |              |
| 第6回  | 2008年9月8日   |              |
| 第7回  | 2008年9月9日   |              |
| 第8回  | 2008年9月10日  |              |
| 第9回  | 2008年9月11日  |              |
| 第10回 | 2008年9月12日  |              |
| 第11回 | 2008年9月15日  | オープン当日 |
| 第12回 | 2008年9月16日  | キレちゃった |
| 第13回 | 2008年9月17日  | 君もクビだ!  |
| 第14回 | 2008年9月18日  | 伝説の女将!? |
| 第15回 | 2008年9月19日  | 神田川の恋   |
| 第16回 | 2008年9月22日  | 迷子の子猫   |
| 第17回 | 2008年9月23日  | しびれるキス |
| 第18回 | 2008年9月24日  | 職場恋愛     |
| 第19回 | 2008年9月25日  | 結婚の申込み |
| 第20回 | 2008年9月26日  | ほとばしる愛 |
| 第21回 | 2008年9月29日  | 私のヒーロー |
| 第22回 | 2008年9月30日  | 初めての花束 |
| 第23回 | 2008年10月1日  | 愛の告白     |
| 第24回 | 2008年10月2日  | 祭りの思い出 |
| 第25回 | 2008年10月3日  | 最後のお祭り |
| 第26回 | 2008年10月6日  | 残された時間 |
| 第27回 | 2008年10月7日  | 最期の願い   |
| 第28回 | 2008年10月8日  | 女将の言葉   |
| 第29回 | 2008年10月9日  | 母の遺言     |
| 第30回 | 2008年10月10日 | 母の旅立ち   |
| 第31回 | 2008年10月13日 | 今日も笑顔で |
| 第32回 | 2008年10月14日 | お前がいれば |
| 第33回 | 2008年10月15日 | けなげな花   |
| 第34回 | 2008年10月16日 | 婚約解消     |
| 第35回 | 2008年10月17日 | 恋敵         |
| 第36回 | 2008年10月20日 | ヤキモチの卵 |
| 第37回 | 2008年10月21日 | 敗者復活戦   |
| 第38回 | 2008年10月22日 | ハートだから |
| 第39回 | 2008年10月23日 | けなげな女   |
| 第40回 | 2008年10月24日 | 母さんの着物 |
| 第41回 | 2008年10月27日 | 突然の告白   |
| 第42回 | 2008年10月28日 | 私も女です!  |
| 第43回 | 2008年10月29日 | 結婚の決断!? |
| 第44回 | 2008年10月30日 | ズルイ女     |
| 第45回 | 2008年10月31日 | さくらが終る |
| 第46回 | 2008年11月3日  | 旅館が消滅!? |
| 第47回 | 2008年11月4日  | 婚姻届       |
| 第48回 | 2008年11月5日  | 旅館を捨てる |
| 第49回 | 2008年11月6日  | 昔の恋       |
| 第50回 | 2008年11月7日  | 裏切りの序章 |
| 第51回 | 2008年11月10日 | 裏切り者     |
| 第52回 | 2008年11月11日 | 男の対決!?   |
| 第53回 | 2008年11月12日 | うその約束   |
| 第54回 | 2008年11月13日 | 政略結婚     |
| 第55回 | 2008年11月14日 | 永遠の友情   |
| 第56回 | 2008年11月17日 | 愛のない結婚 |
| 第57回 | 2008年11月18日 | 結ばれた二人 |
| 第58回 | 2008年11月19日 | 最後の夜     |
| 第59回 | 2008年11月20日 | 涙の決意     |
| 第60回 | 2008年11月21日 | 笑顔で来た道 |